# Sialis sibirica
Sialis sibirica is een insect uit de familie Sialidae, die tot de orde grootvleugeligen (Megaloptera) behoort. De soort komt voor in het Palearctisch gebied.